# برینرد (کانزاس)
برینرد (به انگلیسی: Brainerd) یک منطقهٔ مسکونی در ایالات متحده آمریکا است که در شهرستان باتلر، کانزاس واقع شده‌است. برینرد ۴۲۱٫۸۵ متر بالاتر از سطح دریا واقع شده‌است.